# Cacophis krefftii
Cacophis krefftii är en ormart som beskrevs av Günther 1863. Cacophis krefftii ingår i släktet Cacophis och familjen giftsnokar och underfamiljen havsormar. Inga underarter finns listade.
Arten förekommer i delstaterna New South Wales och Queensland i Australien. Honor lägger ägg.